# Второй Всеукраинский съезд депутатов всех уровней в Северодонецке
Второ́й съезд в Северодонецке, 2-й съезд в Северодоне́цке (второ́й северодоне́цкий съезд, 2-й северодоне́цкий съезд), 1 марта 2008 года — Всеукраинский съезд депутатов всех уровней, состоявшийся 1 марта 2008 г. в здании Ледового дворца города Северодонецка Луганской области. Являлся продолжением Первого съезда в Северодонецке, состоявшегося 28 ноября 2004 г. В работе Съезда приняли участие 3647 депутатов советов разных уровней со всех регионов Украины, 159 народных депутатов Украины, делегация Государственной думы России во главе с Константином Затулиным и делегации ряда посольств разных стран.

## Причины созыва
Причинами созыва Второго съезда организаторами были заявлены:
- Необходимость решения проблем, поднятых на Первом съезде в Северодонецке
- Системные нарушения правительством прав русскоговорящих граждан Украины
- Фальсификация исторического прошлого страны.
- Защита внеблокового статуса государства.

Один из организаторов съезда, народный депутат Украины от Партии регионов Вадим Колесниченко заявил в интервью, что причины его проведения те же, что и у первого съезда — государство отказывается слышать собственных граждан, и добавил, что на мероприятие приглашены представители всех местных органов власти, а сам съезд имеет рабочее название «гуманитарный». Он также заявил, что если государство продолжит игнорировать права граждан, Конституцию и международное право, проведение подобных форумов может стать традицией.

## Ход событий на съезде
Согласно повестке дня, на съезде были подняты четыре вопроса:
- О нарушении прав местного и регионального самоуправления
- О системных нарушениях прав русскоязычного населения Украины.
- О фальсификации и пересмотре исторического прошлого Украины.
- Об экономических и общественно-политических последствиях вступления Украины в НАТО.

Из крупных политиков и общественных деятелей на съезде выступили лидер Партии регионов Виктор Янукович, лидер Коммунистической партии Украины Петр Симоненко, один из лидеров КПУ Адам Мартынюк, депутат Государственной думы России Константин Затулин, председатель луганского областного совета Виктор Тихонов, историк, политик и общественный деятель Дмитрий Табачник, председатель Украинского общества по защите памятников истории и культуры, директор Института археологии НАНУ академик Петр Толочко, городской голова города Харькова Михаил Добкин и другие.
Оценку съезда дал лидер Партии регионов Виктор Янукович:
В том, что события развиваются именно так, нет ничего трагического. Поэтому не следует драматизировать ситуацию, даже имея для этого, казалось бы, веские основания. Тем не менее, будучи людьми с активной общественной позицией, мы обязаны пытаться воздействовать на ход событий. Мы обязаны направлять их по пути, наиболее отвечающему национальным интересам государства 
По мнению Януковича, кризисные явления на Украине стали следствием незавершенности политической реформы: «То, как подменяли законы, право и Конституцию принципом политической целесообразности, мы остро ощущали в 2005 году, когда пришла оранжевая власть. Принцип политической целесообразности был применен и в 2007 году при принятии решения о досрочных выборах».
Он также выразил убеждение, что украинизация восточных регионов Украины невозможна, как была невозможна русификация западных регионов Украины, и заявил, что Партия регионов готова обратиться за поддержкой к украинскому народу в случае, если её позиция в вопросе вступления в НАТО будет проигнорирована.
После выступления Виктора Януковича участники съезда почтили минутой молчания память Евгения Кушнарева.
Городской голова Харькова Михаил Добкин сказал на съезде следующее:
Полномасштабные военные действия, направленные на разрушение основ дружбы и взаимного уважения между украинским и российским народами, слишком хорошо продуманы, организованы и обильно проплачены, чтобы быть творением доморощенных националистов. Думаю, что куда более мощные силы стоят за этими процессами.
<…>

На нашем форуме я представляю полуторамиллионный Харьков — город, историческая судьба которого во многом определена взаимопроникновением украинской и русской культур. В нашем городе проживают представители 111 национальностей и народностей. И никогда ранее не было даже намека на то, что может быть нарушено взаимное уважение в отношениях между ними. Исторически сложилось так, что языком межнационального общения в нашем городе является русский язык. Ещё перепись 2001 года подтвердила, что более 65 процентов харьковчан считают своим родным языком русский, а более 91 процента моих земляков свободно говорят на этом языке. 
В ходе выступления Добкин сообщил, что получил записку, оповестившую о произошедем только что отключении прямой трансляции съезда в Харькове. Он сказал, что по приезде воспользуется «определёнными возможностями», чтобы показать запись съезда. По его словам, «для многих людей сегодняшнее событие стало глотком свежего воздуха», так как они «слишком долго находились в обороне» и «пришло время для наступления». Отключение прямой трансляции съезда во время выступления Добкина действительно имело место в Харькове.
Депутат Виктор Тихонов выступил на тему, как центральная власть ущемляет полномочия местного самоуправления.
Лидер Коммунистической партии Украины Петр Симоненко призвал делегатов Северодонецкого съезда созвать в Киеве всеукраинский съезд советов и сформулировать на нём программу реформирования Конституции Украины:

Необходимо сформировать мощное левоцентристское движение, в противном случае нас ждет очень сложный период борьбы за власть, в которой победит голословный популизм и новая диктатура.

Депутат Госдумы РФ, глава российской делегации на съезде Константин Затулин сорвал аплодисменты зала, обратившись к участникам Съезда «соотечественники». Вместе с тем, он отметил, что в Российской Федерации не понимают Украину:

Мы не можем понять, почему люди, которые часто бывают в США, в Федеративной Республике Германия, а последнее время, в связи с живыми вопросами газового энергетического комплекса, полюбили Россию, почему эти люди считают, что федеративное государство — это преступное сообщество?
<…>
Дорогие соотечественники, завтра в России выборы, но, может быть, я кого-то огорчу за стенами этого зала: Путин никуда не пропадает, и Россия продолжает идти своим курсом. Мы приехали сюда по приглашению организаторов этого съезда, в Северодонецк, для того, чтобы открыть страшную военную тайну: в нашей, вашей общей борьбе Россия всегда была, есть и будет вместе.

Его выступление вызвало бурные овации. Около минуты делегаты съезда скандировали «Россия! Россия!».
По словам академика Петра Толочко, 8,5 млн этнических русских, которые живут на Украине, «живут у себя дома, потому что это ведь не они пришли в Украину, а она пришла к ним»: «Дедушка Ленин прирезал к Украине Донецко-Криворожскую республику», — заявил академик. При этом он добавил: «Я ещё в 1999 году впервые это сказал, а сейчас повторю: спасение Украины в её федерализации».

## Решения Съезда
Решения съезда нашли отражение в резолюции, утверждённой большинством его делегатов. В ней они поддержали идею проведения референдума о вступлении Украины в НАТО, при этом в документе не содержалось упоминаний о предоставлении русскому языку статуса государственного. Согласно этому документу:
- Проявлена инициатива формирования всеукраинского комитета по проведению референдума по вопросам НАТО с участием как парламентских, так и непарламентских партий.
- Указано необходимым обратиться лидерам депутатских фракций Верховной рады Украины, к исполнительному секретариату НАТО, а также к председателю Парламентской Ассамблеи НАТО с требованием собрать заседание по украинскому вопросу накануне Бухарестского саммита НАТО.
- Указано необходимым обеспечить контроль общественности за деятельностью Национального центра по вопросам евроатлантической интеграции Украины, Комиссии Украина-НАТО, Военного комитета Украина-НАТО, совместной рабочей группы Украина-НАТО по вопросам военной реформы, совместной рабочей группы в области вооружений, национальных координаторов по сотрудничеству Украины с Альянсом.
- Выражено намерение оказать содействие проведению всеукраинского гражданского форума «Против милитаризации Украины» 2 апреля 2008 года.
- Заявлено, что делегаты Съезда усматривают в действиях президента попытку перехода к тоталитарному режиму.
- Заявлено, что на Украине «сформирована опасная монополия политических сил, называющих себя демократическими, но фактически узурпировавших волеизъявление украинского народа».
- Согласно резолюции: «так называемая коалиция демократических сил, поддерживаемая главой государства, исповедует философию прошлого, идеологию реванша, практику социального популизма, технологии информационного манипулирования и мораль политической безответственности». В действиях правительства Юлии Тимошенко делегаты съезда усмотрели «социальный популизм и управленческий авантюризм», что, по их мнению, «с каждым днем усиливает разрушительные тенденции в экономике страны, ухудшает уровень жизни людей».
- Заявлено, что кризисные явления, которые можно преодолеть «только при координации действий всех ветвей власти», обостряются тем, что в стране почти год не работает парламент: «Кое-кто называет это переходной демократией, однако не дает ответа на вопрос: переход от чего и к чему? Разве что переход от спекулятивной демократии к авторитарному режиму. Именно такой курс вырисовывается в стараниях гаранта Конституции существенно изменить Основной закон в обход Верховной рады».
- Авторы резолюции считают этот курс «ошибочным и гибельным», а своей задачей называют «открытый, откровенный и широкий диалог с людьми, единение их в поиска истины, отстаивание Конституции, защиту своих прав».

Также Съезд принял Декларацию прав русской культуры и культур других народов Украины. Согласно этому документу:
- «..Невнимание со стороны государства к культурным различиям народов и неспособность к культурному взаимопониманию и диалогу взаимно обогащающих культур является одной из причин напряженности в межэтнических отношениях и международных конфликтов».
- Декларация дает свою трактовку понятию «культура народов Украины»: это «материальная и духовная среда, созданная в течение веков, поколениями людей, проживающих в эпоху Великого литовского княжества, Речи Посполитой, Российской империи, Австро-Венгерской империи, Советского Союза, Венгрии, Чехословакии, на территориях, ныне входящих в современный состав Украины».
- Было подчеркнуто, что русская культура и культуры других народов Украины обладают правом на защиту и поддержку со стороны государства, которое несёт юридические и моральные обязательства перед прошлым, настоящим и будущим за сохранение и развитие культурного наследия всех народов и этносов, проживающих на территории Украины.

## Итоги съезда
Съезд стал первым в истории официальным мероприятием всеукраинского масштаба, призванным организованно отстаивать статус русского языка на Украине. Съезд через своих делегатов (в частности Петра Симоненко и Наталию Витренко) должен был продемонстрировать несогласие части населения с проводимым официальным курсом президента Украины Виктора Ющенко и премьер-министра Юлии Тимошенко. Однако на многие предложения съезда встречной реакции официальных украинских властей не последовало.